# Farnham (Essex)
Pour les articles homonymes, voir Farnham.
Farnham est un village et une paroisse civile de l'Essex, en Angleterre.